# Révolution sociale espagnole de 1936

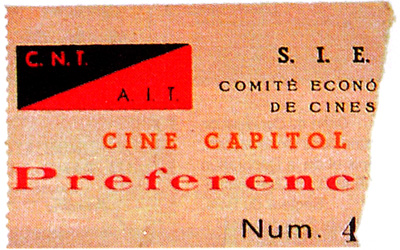
Un ticket pour une séance dans un cinéma collectivisé par la CNT/AIT.

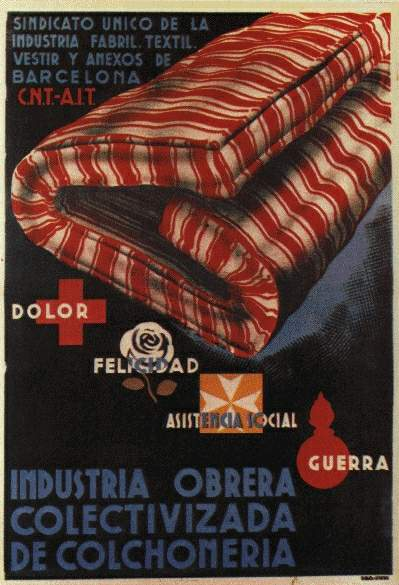
Une affiche de la CNT, 13 mai 1937.

La révolution sociale espagnole de 1936 (revolución social española de 1936), couramment désignée sous le nom de révolution espagnole (revolución española), englobe tous les événements de type révolutionnaire, principalement rattachés au mouvement anarchiste et syndicaliste révolutionnaire déclenchés en Espagne, durant la guerre civile, en réponse à la tentative de coup d'État militaire les 17 et 18 juillet 1936.
Les bases idéologiques de cette révolution se rattachent très clairement à l'anarcho-syndicalisme et à l'anarchisme, extrêmement puissant en Espagne dans les années 1930, mais aussi au marxisme révolutionnaire.
Ce mouvement a donné lieu à des collectivisations paysannes et ouvrières, très importantes dans le domaine de l'agriculture et de l'industrie, en Espagne républicaine.

## Principes généraux et principaux représentants de ces mouvements
Les principes de la révolution sociale reposaient en grande partie sur :
- une très forte décentralisation, appelée « cantonalisme » en Espagne, dans le domaine administratif ;
- la collectivisation et l'autogestion dans le domaine économique ;
- la pensée libertaire dans les domaines moraux et sociaux ;
- un fort anticléricalisme dans le domaine religieux ;
- le rationalisme dans le domaine éducatif.

Ces principes sont imposés aux habitants des villes administrées par la coalition républicaine.
Les principaux représentants de ces mouvements étaient la Confédération nationale du travail (CNT/AIT), la Fédération anarchiste ibérique (FAI), le Parti ouvrier d'unification marxiste (POUM), ainsi que les ailes radicales du Parti socialiste ouvrier espagnol (PSOE) et de l'Union générale des travailleurs (UGT).

## Phases de la révolution

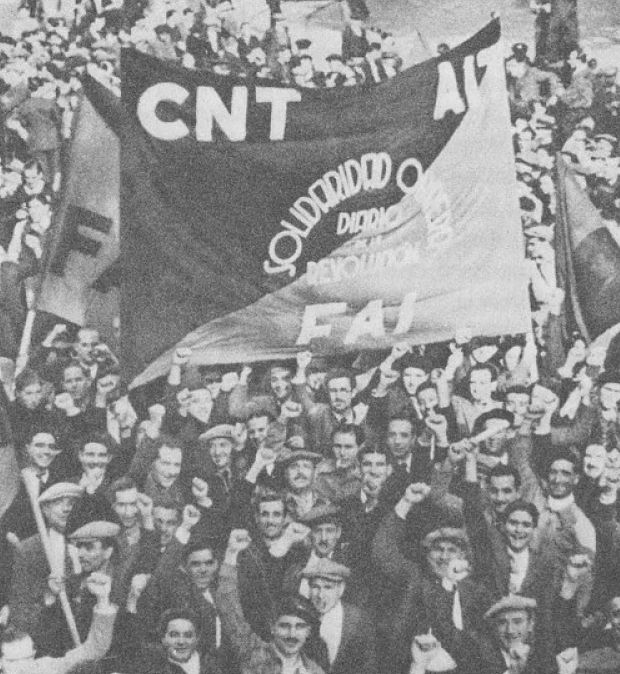
Une manifestation à Barcelone avec une bannière Solidaridad Obrera, le quotidien de la Révolution.

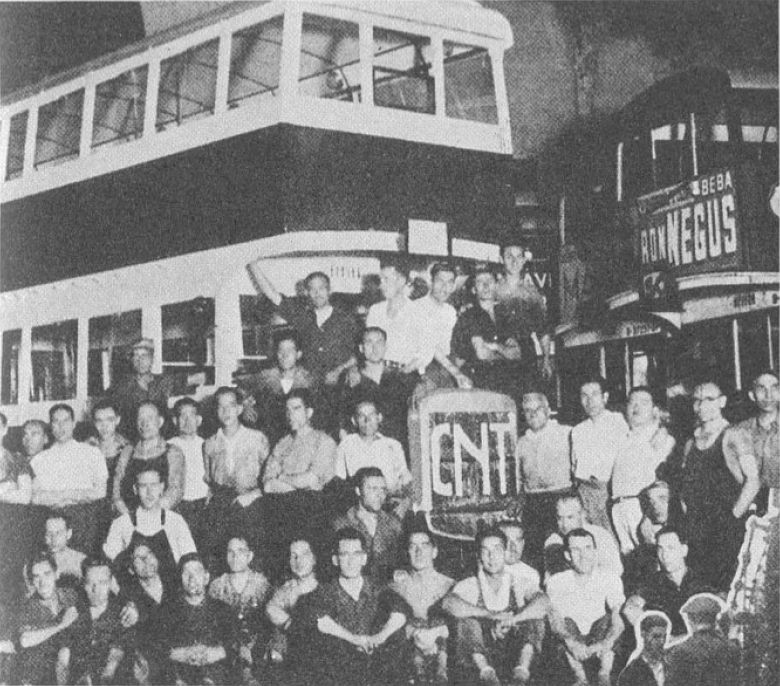
Le premier bus construit dans les ateliers de l'Entreprise Générale d'Autobus, collectivisée en 1936.

L'insurrection militaire débute le 17 juillet 1936. Le 18, tandis que les putschistes poursuivent leur soulèvement, l'État républicain semble s'effondrer, avec pas moins de quatre gouvernements qui se succèdent en une seule journée. Ce vide politique conduit les structures étatiques à se dissoudre ou être paralysées, créant une situation de chaos.

### L'«été anarchiste» (juillet-septembre 1936)
Les deux syndicats les plus puissants en 1936 sont les anarchistes de la CNT (environ 1 557 000 membres)[réf. nécessaire] et les socialistes de l'UGT (environ 1 447 000 membres)[réf. nécessaire]. Ils appellent à la grève générale du 19 au 23 juillet dans toutes les parties de l'Espagne, en réponse à la fois au soulèvement militaire et à l'apathie apparente de l'État républicain lui-même.
C'est vraiment à partir de ces journées de grève générale que les syndicats s'organisent[réf. nécessaire] et se procurent des armes après avoir pris d'assaut les dépôts d'armes des forces de l'ordre, qu'elles soient restées fidèles au gouvernement républicain ou non. Le 19 juillet, en Catalogne comme dans d'autres régions espagnoles, de simples travailleurs prennent les armes, attaquent les casernes où se sont réfugiés les partisans du soulèvement militaire, élèvent des barricades dans les rues et procèdent à l'arrestation des insurgés et de suspects[réf. nécessaire].

#### Radicaux et possibilistes
Dès ces premières semaines apparaissent dans les secteurs anarcho-syndicalistes révolutionnaires deux groupes, par la suite antagonistes quant à la conduite à tenir vis-à-vis de la guerre et de la révolution :
- d'un côté, un groupe radical, lié principalement à la FAI et à la CNT, ainsi que d'autres petites organisations[Lesquelles ?] qui souhaitent mener de front la révolution sociale et la guerre contre la rébellion militaire ;
- d'un autre côté, un groupe possibiliste, qui comprend des secteurs plus modérés de la CNT et d'autres groupes révolutionnaires[Lesquels ?], qui préfère la formation d'un front le plus large possible pour lutter contre les insurgés, au sein d'un Front populaire antifasciste (FPA) qui s'appuie sur les différentes composantes du gouvernement républicain de Front populaire.

En parallèle, on assiste à la formation de structures administratives en dehors de l'État, dont la plupart ont une base locale ou régionale. Les plus remarquables sont le Comité central des milices antifascistes de Catalogne, le Comité exécutif populaire de Valence, le Conseil régional de défense d'Aragon, le Comité de salut public de Malaga, le Comité de guerre de Gijón, le Comité populaire de Sama de Langreo, le Conseil de la Cerdagne ou encore le Comité antifasciste d'Ibiza. On retrouve dans toutes ces structures les deux sensibilités révolutionnaires radicale et possibiliste. D'abord tenus par les membres les plus radicaux, ces Comités de guerre et de défense passent peu à peu aux mains des possibilistes[réf. nécessaire].

#### Collectivisation de l'économie
L'économie espagnole est de plus en plus placée sous le contrôle direct des travailleurs, organisés par les syndicats anarcho-syndicalistes comme la CNT[réf. nécessaire]. Les usines sont gérées par des comités de travailleurs, les zones agricoles sont collectivisées et fonctionnent comme des communes libertaires. Même les hôtels, les restaurants, les salons de coiffure ou les transports sont gérés par leurs propres travailleurs. Ce phénomène touche tout particulièrement les zones où ces syndicats sont les plus puissants, comme la Catalogne, où 75 % de l'industrie[réf. nécessaire] et 70 % des terres[réf. nécessaire] sont concernées. On trouve des taux relativement fort de terres collectivisées en Aragon et la province de Badajoz avec 70 %[réf. nécessaire], 60 % en Castille-La Manche[réf. nécessaire], 50 % en Andalousie[réf. nécessaire], ou 24% en Murcie. Dans les zones d'influence socialiste, le taux reste plus faible, comme dans la communauté valencienne (15 %)[réf. nécessaire]. Au total c'est 54% des terres qui sont collectivisés dans la partie Républicaine de l'Espagne, selon l'Institut des Réformes Agraires (IRA).
Dans certains endroits[Lesquels ?], l'utilisation de l'argent est totalement abolie, et remplacé par des systèmes de bons. Le nouveau prix des biens fut ramené à 75 % de leur ancienne valeur[réf. nécessaire].

##### En Aragon

Blason du Conseil régional de défense d'Aragon, constitué en septembre 1936.

L'Aragon est un des fiefs du radicalisme anarchiste et connait un destin particulier. Dès les premiers jours du soulèvement, le front coupe l'Aragon en deux parties. Le 24 juillet 1936, Buenaventura Durruti, à la tête de 3 000 hommes, quitte Barcelone à la tête de la première des colonnes révolutionnaires. Cette colonne Durruti, principalement composée de travailleurs volontaires pour aller se battre, est suivie d'autres colonnes célèbres, parties de Barcelone ou de Valence : la colonne de Fer (Columna de Hierro) ou la colonne Rouge et Noir (Columna Rojo y Negro) parmi d'autres. Le but est la prise de Saragosse, mais les Possibilistes, dirigeants qui votent à la place des Radicaux qui sont partis combattre, décident d'ajourner l'attaque (arrêt du ravitaillement en munitions des miliciens)[réf. nécessaire] pour se tourner vers Majorque (pour y rechercher l'incident international qu'espère Madrid: il s'agissait d'y attirer en masse les italiens, afin que les anglais se sentent menacés en cette mer et passent interventionnistes[pas clair]).
Saragosse était la deuxième ville anarchiste d'Espagne, après Barcelone. Avant la révolte des Nationalistes, la république y avait durement réprimé les manifestations, un maire avait même démissionné pour protester contre ce « sale boulot », allant jusqu'à tuer les anarchistes. Ainsi c'est grâce à la république que les nationalistes ont facilement pu prendre la ville comme il n'y avait plus personne pour s'opposer et que les républicains en place, durs, ont changé de camp. Ils ont même pu, étant en infériorité numérique, garder la ville, comme Madrid, ayant peur de Durruti après son discours menaçant de libérer[non neutre] Madrid des bourgeois[Qui ?] après avoir éliminé les fascistes[Qui ?] de Saragosse, a tout fait, utilisant d'ailleurs la collaboration de la CNT possibiliste, pour empêcher la prise de cette "deuxième Barcelone" par les anarchistes[réf. nécessaire].
La geste malheureuse[pas clair] pour Saragosse (où d'ailleurs attendaient d'être délivrés quelques milliers d'anarchistes, mis en prison par la République) mène pendant un an à une concentration extraordinaire d'anarchistes dans la partie orientale de l'Aragon, tous soucieux de mettre tout de suite en œuvre le communisme libertaire dans les municipalités où ils passent. Les anarchistes militants des grandes villes bénéficient en cela de relais majeurs auprès de la population grâce à l'importance de la syndicalisation des populations rurales de la région[réf. nécessaire]. C'est pourquoi on trouve dans la région environ 450 collectivités rurales, la plupart entre les mains de la CNT, une vingtaine étant tenues par l'UGT[réf. nécessaire].
George Orwell, dans son livre Hommage à la Catalogne, rend en partie compte de ce qu'il a vu alors qu'il faisait partie de la division « Lenin » du POUM :

« Les milices de travailleurs, appuyées sur les syndicats, composées d’hommes aux opinions politiques diverses, concentraient le sentiment révolutionnaire et le canalisaient pour un projet déterminé. J’étais en train de m’intégrer, plus ou moins par hasard, dans la première communauté d’Europe occidentale dont la conscience révolutionnaire et la haine du capitalisme étaient plus normales que le contraire. En Aragon, des dizaines de milliers de personnes, pour la plupart d’origine prolétaire, vivaient en termes d’égalité. En théorie, c’était une égalité parfaite, et en pratique, elle n’était pas loin de l’être. Par de nombreux aspects, on expérimentait là un avant-goût de socialisme. »

— George Orwell, Hommage à la Catalogne

##### Dans la Communauté valencienne
Dans ce qui deviendra plus tard la Communauté valencienne, ce sont 353 collectivités rurales qui sont constituées (264 dirigées par la CNT, 69 par l'UGT et 20 par la CNT et l'UGT à la fois)[réf. nécessaire]. Elles constituent ensemble le « Conseil du Levant unifié des exportations agricoles » (Consejo Levantino Unificado de Exportación de Agrios ou CLUEA). Dans la ville d'Alcoy, c'est l'ensemble des industries et des services qui sont collectivisés[réf. nécessaire].

##### En Catalogne
Les syndicats ouvriers de la CNT sont très puissants : ils prennent la gestion de nombreuses usines textiles, des tramways et des autobus de Barcelone, implantent des entreprises collectives dans des domaines aussi variés que la pêche, la fabrication des chaussures, les spectacles publics, et même les petits commerces[réf. nécessaire]. En quelques jours, ce sont 70 % des entreprises et des commerces qui passent sous le contrôle des travailleurs[réf. nécessaire]. Ce chiffre est d'autant plus remarquable que la Catalogne concentre en 1936 les deux tiers de l'industrie espagnole[réf. nécessaire].

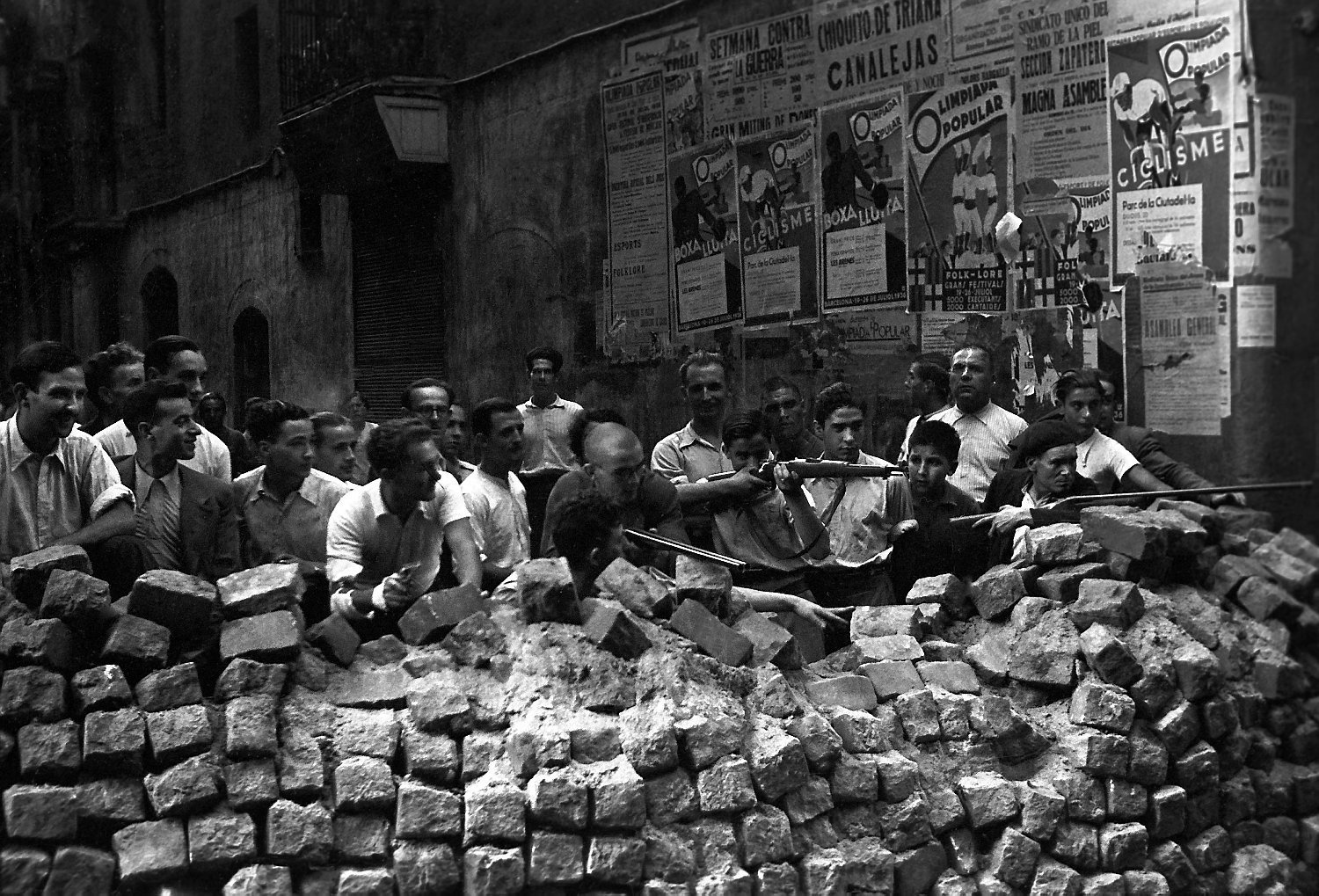
Barcelone 19 juillet 1936.

La Catalogne connaît également un esprit de révolution culturelle et morale. Les « athénées populaires » se transforment[pas clair] en lieux de rencontre et en centres culturels où se fait la formation idéologique. On propose des classes d'alphabétisation, de l'information à la santé, des excursions aux champs, des bibliothèques en accès gratuit, des représentations de théâtre, des débats politiques ou des ateliers de couture. Une vaste opération d'alphabétisation est lancée par le Conseil de l'École Nouvelle Unifiée (es) dont le comité exécutif est présidé par Joan Puig i Elias : de nombreuses écoles rationalistes s'ouvrent, où sont appliquées les méthodes de Ferrer ou de Montessori[réf. nécessaire]. Plusieurs mesures sont également prises dans le domaine social : autorisation de l'avortement, libération de la femme[réf. nécessaire].
L'ordre public reste sous la tutelle nominale des forces classiques du maintien de l'ordre public : police, garde civile, tribunaux et armée. Mais dans les faits, elles sont supplantées par des « Patrouilles de contrôle » (Patrullas de Control)[réf. nécessaire], formées de volontaires, souvent issus des milices populaires ou des assemblées de quartier. Dans de nombreux cas[Lesquels ?], les prisons sont ouvertes, libérant les prisonniers politiques mais aussi les criminels de droit commun.

#### Premières réactions de l'État républicain
Face à la déliquescence du pouvoir de l'État, le gouvernement s'efforce de réagir par une série de mesures qui doivent reprendre le contrôle des zones où se réalise la révolution.
Le 2 août sont créés les Bataillons de Volontaires (Batallones de Voluntarios), embryon de la future Armée populaire de la République. Le gouvernement prend également plusieurs décisions par décret, certaines étant symboliques:
- révocation des militaires rebelles (18 juillet) et des fonctionnaires qui sympathisent avec eux (25 juillet) ;
- intervention de l'État dans l'activité de l'industrie (25 juillet), nationalisation des chemins de fer (3 août), action sur les prix des produits alimentaires et des vêtements (3 août), confiscation des grandes propriétés rurales (8 août), collectivisation et syndicalisation de l'économie dans l'ensemble de la Catalogne (19 août) ;
- fermeture des institutions religieuses (13 août) ;
- création des Tribunaux populaires (Tribunales Populares) sous l'autorité du gouvernement (23 août).

### L'alliance antifasciste au sein des «Gouvernements de la Victoire» (septembre 1936-janvier 1937)

#### Premier gouvernement (septembre-novembre 1936)

##### Un gouvernement révolutionnaire?
La situation militaire se complique à partir du mois d'août et des progrès décisifs que connait l'insurrection « nationaliste ». En effet, après la rapide campagne d'Estrémadure (5-14 août) et du Tage (17 août-3 septembre), les militaires sont arrivés au plus près de Madrid et menacent directement la ville. Pour défendre la capitale se constitue un organe semi-indépendant, le Conseil de défense de Madrid (Junta de Defensa de Madrid), plus tard renommé Conseil exécutif de défense de Madrid (Junta Delegada de Defensa de Madrid), où tous les principaux syndicats et les partis politiques du Front populaire sont représentés. En même temps, le 4 septembre, Largo Caballero constitue le premier « gouvernement de la Victoire », dont la composition similaire cherche à regrouper sur un front très large tous ceux qui reconnaissent la légitimité de la République. Le 5 septembre 1936, les Républicains échouent à conquérir Majorque, dotant ainsi les Nationalistes d'une base d'opérations militaires rapidement exploitée par leurs aviations alliées, italienne et allemande.
D'un point de vue politique et social, les premières mesures de ce gouvernement cherchent à régulariser et à donner un semblant de légalité aux mesures révolutionnaires prises les semaines précédentes un peu partout en Espagne : décret de confiscation des biens des personnes condamnées par les tribunaux populaires du gouvernement (17 septembre), décret de collectivisation des terres et des usines en Catalogne (22 octobre).

##### Rôle du Parti communiste
Malgré ce consentement apparent aux thèses des révolutionnaires, le but du gouvernement reste la constitution rapide d'une armée efficace, ce qui passe d'abord à ses yeux par la dissolution des différents Comités de défense[réf. nécessaire], plusieurs fois tentée[Quand ?]. Le 16 septembre est créée la Milice de surveillance de l'arrière (Milicia de Vigilancia de Retaguardia), chargée de contrôler l'ensemble des milices qui n'ont pas de rôle actif au front mais à l'arrière, mais qui restent puissantes et indépendantes. Le 28 septembre, un pas décisif est fait vers la création de l'Armée populaire de la République avec la fusion des anciens cadres de l'armée espagnole et des milices populaires, au sein de « brigades mixtes », décidée le 28 septembre. Cette décision est complétée par un décret du 29 septembre qui entend imposer la discipline militaire dans ces nouvelles brigades.
Peu à peu, les frictions se font plus nombreuses au sein du Front populaire antifasciste. Le Parti communiste d'Espagne (PCE) jouit en effet d'une place de plus en plus prépondérante, grâce à l'aide que fournit l'URSS à la République espagnole. Or, le PCE soutient que la guerre civile n'est pas le moment choisi pour mener une révolution :l'objectif principal reste la défaite des forces de Franco, tandis que l'abolition du capitalisme est reportée à la fin de la guerre[réf. nécessaire]. En effet, la révolution pourrait effrayer les classes moyennes (fonctionnaires, petits commerçants, petits agriculteurs propriétaires ou même les ouvriers spécialisés), qui forment une partie importante du parti lui-même[réf. nécessaire].
Les membres des groupes anarchistes, du POUM et même de l'aile radicale du PSOE s'opposent à ces conceptions[réf. nécessaire]. Mais rapidement, les milices qui leur sont fidèles reçoivent de moins en moins d'aide et de soutien logistique de l'État, ce qui réduit leur capacité à agir[réf. nécessaire]. Sauf en Aragon[réf. nécessaire], les groupes révolutionnaires commencent à subordonner leur action aux décisions gouvernementales. En Catalogne, les communistes du Parti socialiste unifié de Catalogne (PSUC), expulsés de la direction du Comité central des milices antifascistes le 6 août font leur retour au sein du gouvernement d'union de la Généralité, qui récupère les pouvoirs qu'elle avait abandonnés, tandis que le Comité central des milices antifascistes est dissous le 1er octobre. Peu après, le 9 octobre, tous les Comités locaux de Catalogne sont dissous, rendus illégaux et remplacés par des conseils municipaux aux mains du FPA. Le 2 novembre, c'est le Comité exécutif populaire de Valence qui accepte de subordonner sa politique au gouvernement de la République.

#### Second gouvernement (novembre 1936-janvier 1937)
Le 4 novembre, Largo Caballero forme un nouveau cabinet, surnommé le « second gouvernement de la Victoire », qui compte des membres éminents de la CNT tels que Juan García Oliver (justice), Juan López Sánchez (commerce), Federica Montseny (santé) et Joan Peiró (industrie).
Pourtant les tensions se font plus vives, et la Colonne de Fer s'empare du pouvoir dans la ville de Valence, afin de protester contre le peu de ravitaillement que lui accorde le Comité exécutif populaire, aux mains des possibilistes[réf. nécessaire]. Les combats de rues entre communistes et anarchistes se soldent par la mort de plus de 30 personnes. Au même moment, c'est la colonne Durruti qui, après avoir accepté de participer aux combats de défense de Madrid et quitté l'Aragon, se soumet aux ordres du gouvernement, alors que son meneur, Buenaventura Durruti, est tué.
En Catalogne, les fermes et les entreprises collectivisées sont peu à peu reprises par les propriétaires individuels[réf. nécessaire]. Le 17 décembre, le journal soviétique Pravda publie un éditorial qui déclare : « L'élimination des trotskystes et des anarcho-syndicalistes a déjà commencé en Catalogne et elle est réalisée avec la même énergie qu'en Union soviétique ».
Les structures autonomes sont combattues avec la même vigueur. Le Comité de guerre de Gijón est transformé par décret le 23 décembre en Conseil interprovincial des Asturies et de León, soumis aux autorités gouvernementales de la République. Le 8 janvier 1937, c'est au tour du Comité exécutif populaires de Valence d'être dissous.

### Fin de la révolution (janvier-août 1937)

#### Montée des tensions (janvier-mai 1937)
À la fin du mois de février 1937, le gouvernement républicain prend des mesures répressives à l'égard des contestataires de l'« intérieur ». Le 26 février, un décret, repris le 2 mars par la Généralité de Catalogne, interdit aux officiers de police d'appartenir à quelque parti politique ou syndicat que ce soit. Le lendemain, soit le 27 février, le gouvernement fait interdire le journal de la FAI, Nosotros. À partir de ce moment, la presse et en particulier les publications les plus critiques envers le gouvernement sont soumises à la censure. La militarisation des milices au sein de l'Armée populaire, qui s'accélère et s'achève en mars 1937, est également vue comme un moyen de briser les aspirations libertaires[réf. nécessaire] des membres des milices confédérales.
C'est d'ailleurs en Catalogne que la tension grimpe le plus sensiblement. Le 12 mars, la Généralité décide par ordonnance que toutes les armes et les explosifs qui appartiennent encore à des groupes qui ne sont pas militarisés au sein de l'Armée populaire doivent être rendus. Cette décision brise l'unité du FPA : le 27 mars, les anarchistes démissionnent du gouvernement de la communauté. Le 17 avril, les carabiniers de Puigcerdà demandent aux patrouilles ouvrières de la CNT qui assurent le contrôle de la frontière et des douanes avec la France de s'en aller. En même temps, la Garde civile et la Garde d'assaut sont envoyées dissoudre le Conseil de Cerdagne : pour cela elles vont à Figueras et d'autres localités de la province de Gérone, afin de reprendre en main les activités de contrôle de police. Au même moment, dans Barcelone, les gardes d'assaut procèdent au désarmement des travailleurs dans les rues[réf. nécessaire].
Les affrontements se font de plus en plus nombreux et violents entre partisans et adversaires de la révolution. Ils débouchent de façon dramatique sur les journées de mai 1937 à Barcelone.

#### Écrasement des dernières résistances
Le 13 mai 1937, les deux ministres communistes, Jesús Hernández et Vicente Uribe, proposent au gouvernement de punir la CNT et le POUM, accusés d'être responsables des difficultés que connait le camp républicain, politiquement comme militairement. Le 16, Largo Caballero démissionne. Il est remplacé par le socialiste de Juan Negrín, proche d'Indalecio Prieto. Mais ce nouveau gouvernement ne reçoit pas le soutien des groupes anarchistes et révolutionnaires. Un mois plus tard, le nouveau gouvernement de la Généralité se forme aussi sans les anarchistes et les communistes libertaires. Finalement, le 12 novembre, la CNT se retire des comités du FPA : l'alliance anti-franquiste a vécu.
Les mesures répressives du gouvernement républicain se multiplient dans le même temps :
- le 25 mai, la FAI est exclue des tribunaux populaires. Le 15 juin, c'est le POUM qui est déclaré illégal, ses activités interdites, son comité exécutif est emprisonné, la 29e division (ancienne division « Lenin » du POUM) est dissoute ;
- le 6 juin, un décret gouvernemental rend illégales toutes les collectivités rurales qui n'ont pas encore été dissoutes. Le Conseil régional de défense d'Aragon est définitivement dissous en août, ses instances sont occupées par la force à partir du 10 août par les forces de l'Armée populaire, tandis que Joaquín Ascaso, son président, est emprisonné ;
- en août, les critiques vis-à-vis de l'URSS sont interdites.

Les manifestations hostiles à ces mesures se font également plus nombreuses : à Barcelone, on proteste contre la suspension du journal anarcho-syndicaliste Solidaridad Obrera[réf. nécessaire]. Le 26 août, le Conseil asturien décide de se proclamer Conseil souverain d'Asturies et León (Consejo Soberano de Asturias y León), se considérant indépendant de la République espagnole.
Le 6 janvier 1938, le gouvernement interdit par décret l'émission de billets ou de monnaie par les comités, les mairies, les corporations, etc. En même temps, les grands propriétaires dont les terres avaient été collectivisées sont réintégrés dans leurs anciens droits. Les restes de la collectivisation sont progressivement détruits au cours de l'année 1938[réf. nécessaire].

## Commentaires
« La révolution espagnole fut la plus singulière des révolutions collectivistes du XXe siècle. C’est la seule révolution radicale et violente qui se soit produite dans un pays d’Europe de l’Ouest et la seule qui ait été, malgré l’hégémonie communiste croissante, véritablement pluraliste, animée par une multitude de forces, souvent concurrentes et hostiles. Incapable de s’opposer ouvertement à la révolution, la bourgeoisie s’adapta au nouveau régime dans l’espoir que le cours des événements changerait. L’impuissance manifeste de leurs partis incita très vite les libéraux et les conservateurs à rechercher une organisation capable d’arrêter le courant révolutionnaire lancé par les syndicats anarchiste et socialiste. Quelques semaines seulement après le début de la révolution, une organisation incarnait à elle seule tous les espoirs immédiats de la petite et moyenne bourgeoisie : le parti communiste. »

— Burnett Bolloten, La Guerre d'Espagne. Révolution et contre-révolution (1934-1939)

« Un mélange de vanité et de sacrifice, de clownerie et d'héroïsme, peut-être dans des proportions plus grandes que dans d'autres cas, parce que les guerres « idéologiques » sont plus confuses que les vieilles guerres entre nations »

— Arthur Koestler
— Itinéraire : une vie, une pensée ; n°1 : Buenaventura Durruti

### En français

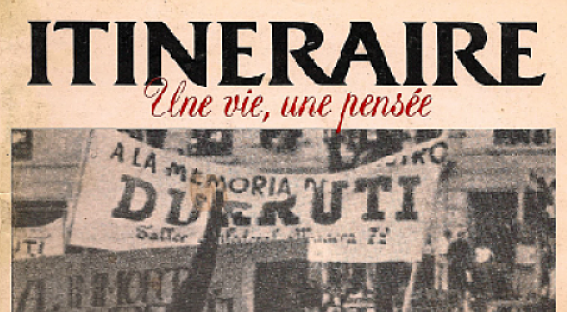
Itinéraire : une vie, une pensée, Buenaventura Durruti (1987).

- Michel Froidevaux, Les avatars de l'anarchisme - La révolution et la guerre civile en Catalogne (1936-1939) vues au travers de la presse libertaire, Atelier de création libertaire, 2022, 752 pages,  (ISBN 978-2-35104-172-7), présentation en ligne.
- Buenaventura Durruti, Itinéraire : une vie, une pensée, no 1, juin 1987, 52 pages, présentation en ligne, texte intégral, notice.
- Víctor Alba, Histoire du POUM, Champ libre, 1975.
- Víctor Alba, En finir avec les patrons. Les collectivisations de 1936 en Espagne, traduit par Clément Magnier, préface de Óscar Freán Hernández, Toulouse, Smolny, 2024; voir notice en ligne.
- Miguel Amorós, Durruti dans le labyrinthe, traduit de l'espagnol par Jaime Semprun, Éditions de l'Encyclopédie des Nuisances, 2007.
- Miguel Amorós, Hommage à la Révolution espagnole : Les Amis de Durruti dans la guerre civile, 1936-1939 [« La Revolución traicionada »] (trad. de l'espagnol), Villasavary, Éditions de la Roue, 2019, 416 p. (ISBN 978-2-9541154-5-0)
- Antony Beevor (trad. Jean-François Sené), La Guerre d'Espagne, Paris, Le Livre de poche, coll. « Littérature & Documents », novembre 2008, 893 p. (ISBN 2-253-12092-8 et 978-2-253-12092-6).
- Jérémie Berthuin, La CGT-SR et la Révolution sociale espagnole : juillet 1936-décembre 1937 : de l'espoir à la désillusion, Éditions CNT-Région parisienne, 2000, 198 pages.
- Burnett Bolloten, La Révolution espagnole : la gauche et la lutte pour le pouvoir, Paris, Éditions Ruedo Ibérico, 1977, (OCLC 3689855).
- Burnett Bolloten, La Guerre d'Espagne. Révolution et contre-révolution (1934-1939), éditions Agone, 2014, notice éditeur.
- Franz Borkenau, Spanish Cockpit. Rapport sur les conflits sociaux et politiques en Espagne (1936-1937), Champ libre, 1979.
- Gerald Brenan, Le Labyrinthe espagnol, origines sociales et politiques de la Guerre civile, Ruedo Ibérico, 1962, puis Champ libre, 1984.
- Agustín Guillamón, Barricades à Barcelone. La CNT de la victoire de juillet 1936 à la défaite de mai 1937, Les Amis de Spartacus, 2009.
- Agustín Guillamón, Le groupe franco-espagnol « Les Amis de Durruti », trad. Michel Roger, La Lettre Internationaliste, n°10, novembre 2008, La Bataille socialiste, texte intégral.
- Agustín Guillamón, Les comités de défense de la CNT à Barcelone (1933/1938). Des cadres de défense aux comités révolutionnaires de quartier, aux patrouilles de contrôle et aux milices populaires, Toulouse, Éditions Le Coquelicot, coll. Les cahiers, n°7, 273 pages, 2014.
- Agustín Guillamón, Barcelone mai 1937, Éditions Syllepse, 250 pages, 2023.
- Hanns-Erich Kaminski, Ceux de Barcelone, Denoël, Paris, 1937, Éditions Allia, Paris, 2003.
- Gaston Leval, Espagne libertaire 36-39, La Tête de feuilles, 1971, lire en ligne , réédité en 1983 par les Éditions du Monde libertaire, lire en ligne, et en 2002 par les éditions TOPS-H. Trinquier,  (ISBN 2-912339-21-9).
- César M. Lorenzo, Les anarchistes espagnols et le pouvoir (1868-1969), Le Seuil, Paris, 1969.
- Michel Olivier, L'anarchisme d'État et la Commune de Barcelone , Ni patrie ni frontières, Paris, 2015, présentation éditeur.
- George Orwell, Hommage à la Catalogne, éditions Gallimard, 1955, Champ libre, 1982, 10/18, 2000.
- Abel Paz, Chronique passionnée de la Colonne de Fer, Nautilus, Paris, 2002.
- Carlos Semprún Maura, Révolution et contre-révolution en Catalogne (1936-1937), essai, Mame, 1974. Rééd. Les nuits rouges, 2002,  (ISBN 2-913112-17-X).
- Julius Van Daal, Le Rêve en armes : Révolution et contre-révolution en Espagne, 1936-1937, Nautilus, 2001.
- Normand Baillargeon, L'Ordre moins le pouvoir. Histoire et actualité de l'anarchisme, Agone, 2001 & 2008, Lux Éditeur 2004.
- Protestation devant les libertaires du présent et du futur sur les capitulations de 1937 par un « Incontrôlé » de la Colonne de Fer, traduit de l'espagnol par Guy Debord et Alice Becker-Ho, édition bilingue, Champ libre, 1979, lire en ligne.
- Octavio Alberola Suriñach, Le mouvement ouvrier et la révolution anti-autoritaire : l'anarchisme en Espagne, in L'Espagne, 1900-1985, Matériaux pour l'histoire de notre temps, n°3-4, 1985, pp. 28-34, DOI 10.3406/mat.1985.403908, lire en ligne.
- Patrick Marcolini, Espagne 1936-37, guerre ou révolution ?, Cahiers du GRM, 1|2011, lire en ligne.
- Tom Wetzel, La gestion ouvrière du système de transport public de Barcelone 1936-1939, Workerscontrol.net, 24 novembre 2014, lire en ligne.
- Freddy Gomez, César M. Lorenzo - Le mouvement anarchiste en Espagne, Le Monde libertaire, 14-20 septembre 2006, lire en ligne.
- Axel Österberg (sv) , Derrière les barricades de Barcelone, Toulouse, Le Coquelicot, 2016.
- Pelai Pagès, Le rêve égalitaire chez les paysans de Huesca : 1936-1938, Noir et rouge, 2016.
- Frédéric Goldbronn, Frank Mintz, Quand l’Espagne révolutionnaire vivait en anarchie, Le Monde diplomatique, décembre 2000, [lire en ligne].
- Daniel Guérin, L'Anarchisme : de la doctrine à l'action, Paris, Gallimard, 1965, [lire en ligne].
- Henri Arvon, L'Anarchisme, Presses universitaires de France, coll. « Que sais-je ? », 1951.
- PIKE David Wingeate, « Les anarchistes et la guerre d'Espagne : apports nouveaux », Guerres mondiales et conflits contemporains, 2012/3 (n° 247), p. 67-90. [lire en ligne]
- Mika Etchebéhère, Ma guerre d'Espagne à moi, Libertalia, 504 pages, 2021, présentation éditeur

### En catalan et en espagnol
- (ca) Ferran Aisa, Una història de Barcelona (Ateneu Enciclopèdic Popular 1902-1999), Editorial Virus, Barcelona, 2000.
- (es) Víctor Alba, La Revolución española en la práctica, documentos del POUM, 1978.
- (es) Miguel Amorós, José Pellicer, el anarquista íntegro. Vida y obra del fundador de la heroíca Columna de Hierro, Virus editorial, Barcelona, 2009.  (ISBN 978-84-92559-02-2)
- (es) Miguel Amorós, La revolución traicionada. La verdadera historia de Balius y Los Amigos de Durruti, Virus editorial, Barcelona, 2003.  (ISBN 84-96044-15-7)
- (es) Miguel Amorós, Los historiadores contra la Historia, en Las armas de la crítica, Muturreko Burutazioak, Bilbao, 2004.  (ISBN 84-96044-45-9)
- (es) Miguel Amorós, Maroto, el héroe, una biografía del anarquismo andaluz, Virus editorial, 2011.  (ISBN 978-84-92559312)
- (es) Alejandro Andreassi, Libertad también se escribe en minúscula, 1996,  (ISBN 84-88711-23-9)
- (es) Burnett Bolloten, La Guerra Civil Española: Revolución y Contrarrevolución, Alianza Editorial, Madrid, 1997.
- (es) Burnett Bolloten, El Gran Engaño : las izquierdas y su lucha por el poder en la zona republicana.
- (es) Murray Bookchin, Los anarquistas españoles (1868-1936), los años heroicos, Grijalbo, 1980.
- (es) Aurora Bosch, Ugetistas y libertarios. Guerra civil y Revolución en el País Valenciano, 1936-1939, Valencia, Institución Alfonso el Magnánimo, 1983.
- (es) Ronald Fraser, Recuérdalo tú y recuérdalo a los otros. Historia oral de la Guerra Civil española, editorial Crítica, 2001.
- (es) Juan García Oliver, El eco de los pasos, Planeta, 2008.
- (es) Antoine Gimenez, Del amor, la guerra y la revolución. Recuerdos de la guerra de España del 19 de julio de 1936 al 9 de febrero de 1939, Pepitas de Calabaza, Logroño, 2004.
- (es) Tétralogie d'Agustín Guillamón sur la Barcelone révolutionnaire :

1. La revolución de los comités. De julio a diciembre de 1936, Aldarull, 2012.
2. La guerra del pan. De diciembre de 1936 a mayo de 1937, Aldarull/Dskntrl, 2014.
3. Insurrección. Las sangrientas jornadas del 3 al 7 de mayo de 1937, Descontrol Editorial, 2017.
4. La represión contra la CNT y los revolucionarios. De mayo a septiembre de 1937, Descontrol Editorial, 2015.

- (es) Ignacio Iglesias, Experiencias de la revolución española, 2003, Laertes.
- (es) Edward Malefakis, Reforma agraria y revolución campesina en la España del siglo XX, Ariel, Barcelone, 1970.
- (es) Carlos José Márquez, Cómo se ha escrito la Guerra Civil española, ediciones Lengua de trapo, 2006.
- (es) Abel Paz, Viaje al pasado, Edición del autor.
- (es) Abel Paz, Durruti en la Revolución Española, Fundación de Estudios Libertarios Anselmo Lorenzo, Madrid, 1996.
- (es) José Peirats, La CNT en la Revolución Española, París, Ruedo Ibérico, 1971.
- (es) Heleno Saña, La Revolución libertaria, editorial Laetoli, 2010.

### En anglais
- (en) Sam Dolgoff, The Anarchist Collectives - Workers’ Self-Management in the Spanish Revolution, 1936–1939, New York Free Life Editions, Inc., 1974, texte intégral.
- (en) Sam Dolgoff, Controversy : Anarchists in the Spanish Revolution in Fragments : a Memoir, Refract Publications, Cambridge, 1986, lire en ligne.

## Ouvrages de fiction
- Hans Magnus Enzensberger, Le bref été de l'anarchie, Gallimard, 1975.
- Lydie Salvayre, Pas pleurer, Paris, Le Seuil, Prix Goncourt 2014.

### Bande dessinée
- Bruno Loth, Les Fantômes de Ermo, tome 1, Éditions La Boîte à Bulles, 2017, présentation éditeur.

## Filmographie

### Documentaires
- Henri Cartier-Bresson, L'Espagne vivra, 1938, 43 minutes, noir et blanc, voir en ligne.
- Richard Prost, Un autre futur : « L'Espagne rouge et noir » (1990) et « Contre vents et marées » (1995), Les films du village, voir en ligne.
- Juan Gamero, F. Rios, Mariona Roca, Mitzi Kotnik, Vivir la utopía (Vivre l'utopie), 1997, voir en ligne en vf.
- Félix Marquet, Sous le signe libertaire, CNT-FAI, 1936, voir en ligne.
- Recherche et documentation d’histoire contemporaine (REDHIC), 'Espagne 36, révolution autogestionnaire, France, 1994, 1 h 16 voir en ligne.
- Patrick Rotman, La Tragédie des Brigades Internationales, Arte, 2016, voir en ligne.
- Hommage à la Catalogne, documentaire réalisé par Frédéric Goldbronn (2025).
- Françoise Arnoult, Jacques Pillet, Sur les chemins d'Acratie[4],[5], 2015.

### Fictions
- Land and Freedom, film réalisé par Ken Loach (1995).
- Libertarias, film réalisé par Vicente Aranda (1996).

## Source
- (es) Cet article est partiellement ou en totalité issu de l’article de Wikipédia en espagnol intitulé « Revolución social española de 1936 » (voir la liste des auteurs).